# Phanaeus martinezorum
Phanaeus martinezorum là một loài bọ cánh cứng trong họ Bọ hung (Scarabaeidae).